# 可见光天文学
可见光天文學是通过光学天文望远镜接收到的宇宙天体发射的可见光来研究天体的物理、化学性质的一门学科。可见光天文學是光學天文學的一部份，光學天文學中也有利用電磁波譜中不可見光的天文學，例如射电天文学、红外天文学、紫外線天文學、X射线天文学和伽馬射線天文學。可见光的波長是在380至750纳米之間。

## 歷史

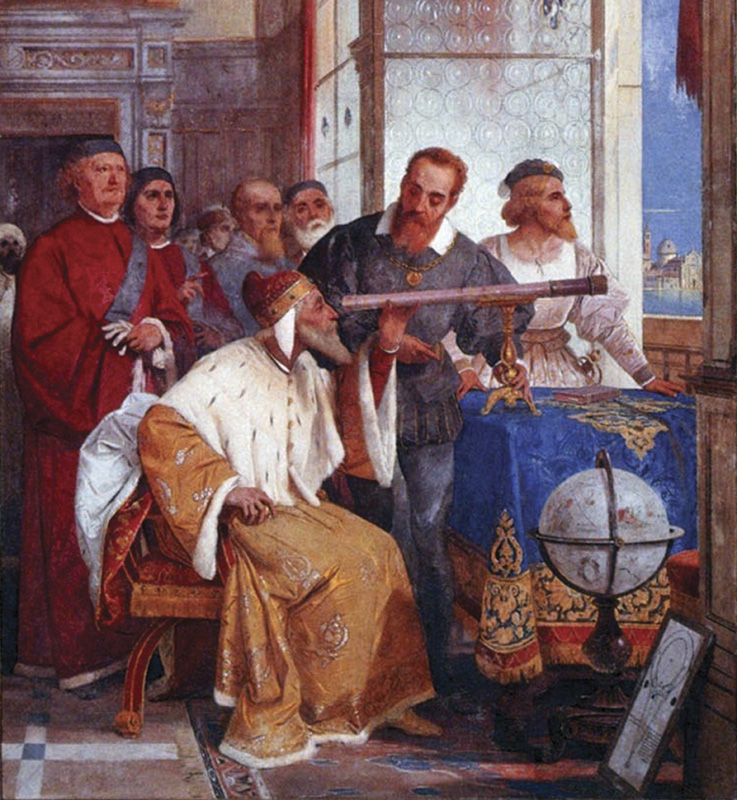
1858年朱塞佩·貝爾蒂尼創作的壁畫，描繪了伽利略向威尼斯總督展示如何使用望遠鏡

自從人們開始仰望星空起，就已經開始了可见光天文学，不過因為望遠鏡的發明，在觀測能力上仍然持續隨著時間提昇，一般會將望遠鏡的發明歸功於漢斯·利伯希，德國及荷蘭裔的眼鏡製造商，伽利略·伽利萊於次年製造了一台放大倍率約為3倍的望遠鏡。伽利略後來製作了改進版本，放大倍率高達30倍。
使用伽利略望遠鏡，觀察者可以看到地球上放大的直立圖像；這就是通常說的地面望遠鏡或間諜鏡。伽利略還用它來觀察天空，並且一度是能夠建造出足夠好的望遠鏡來觀測天空的人之一。1609年8月25日，伽利略向威尼斯立法者展示了他早期的望遠鏡之一，放大倍率可達8或9倍。望遠鏡也是一項有利可圖的副業，伽利略將望遠鏡出售給商人，商人發現它們在海上和作為貿易物品都很有用。1610年3月，他在一篇名為《星際信使》的簡短論文中發表了最初的望遠鏡天文觀測結果。
現今的可见光天文学仍在持續進步，NASA詹姆斯·韦伯太空望远镜已在2021年發射。
可见光天文学只用到可見光，對於業餘天文學家而言不需要設備。因此是最多人參與的天文學，也是最古老的天文學。

## 望遠鏡
可見光天文學使用的望遠鏡主要有三種：
- 折射望遠鏡：使用透鏡形成影像，由於成本較低且易於使用，通常被業餘天文學家使用，特別是用於觀察月球和行星等較亮的物體。
- 反射望遠鏡：利用反射鏡形成影像，常用於科學目的。
- 折反射望遠鏡：使用透鏡和鏡子的組合來形成影像；本質上是折射望遠鏡和反射望遠鏡的組合。

每種類型的望遠鏡都會受到不同類型的像差的影響；折射望遠鏡存在色差，導致影像明暗部分的邊緣出現顏色，而這些顏色本來是不應該出現的。這是因為鏡頭無法將所有顏色聚焦到同一個匯聚點。反射望遠鏡存在幾種類型的光學不準確性，例如視野邊緣附近的離軸像差。由於折反射望遠鏡的設計多種多樣，因此折反射望遠鏡所存在的光學誤差類型也各有不同。

## 太空望遠鏡

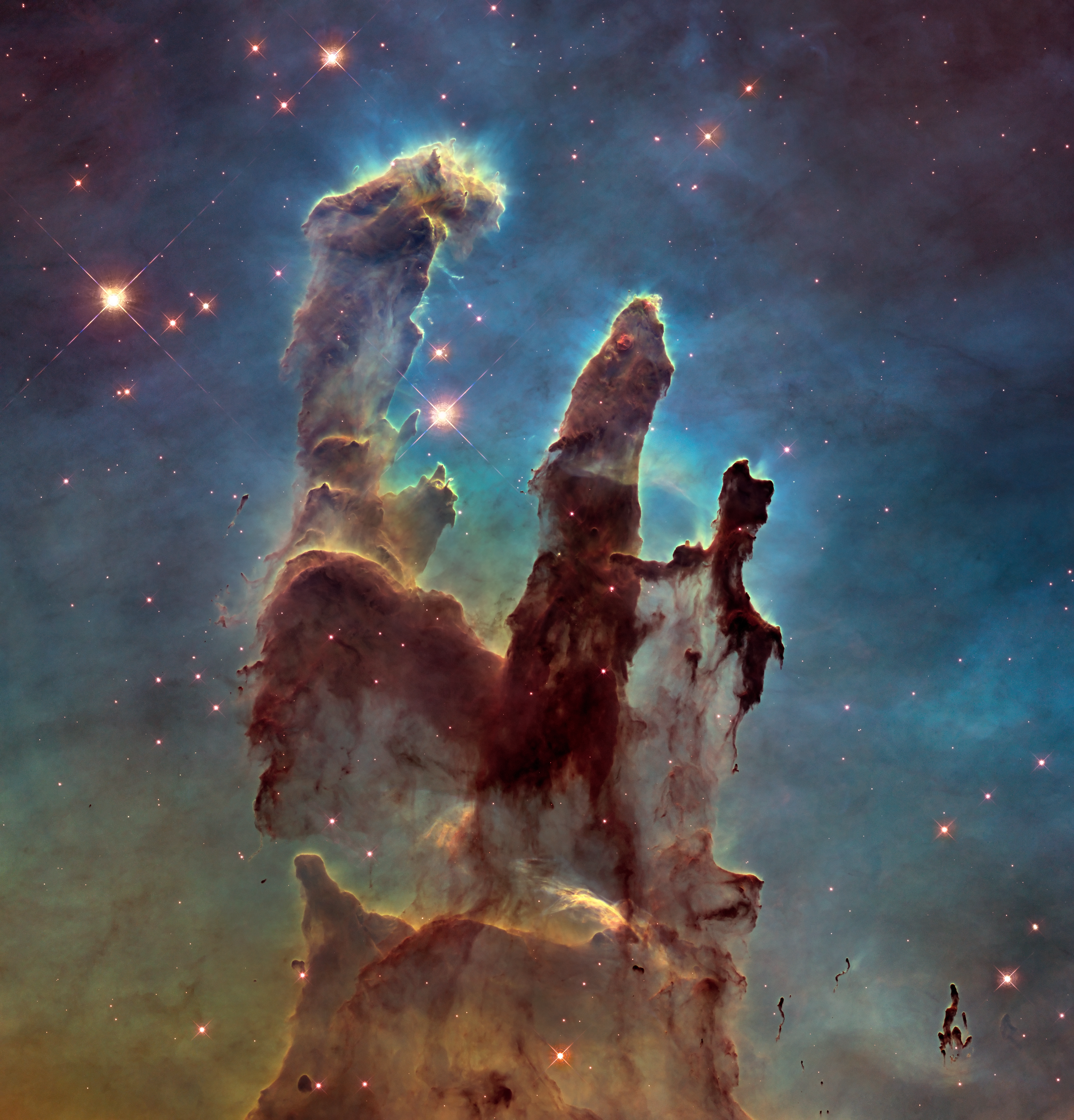
鷹星雲內的創生之柱是哈伯太空望遠鏡拍攝過最有名的照片之一

哈伯太空望遠鏡是美國太空總署研發的太空望遠鏡，於1990年發射進入近地軌道，至今仍在運作。哈伯太空望遠鏡的四個主要儀器在近紫外線、可見光和近紅外線光譜中進行觀測。哈伯太空望遠鏡拍攝的影像是迄今為止最詳細的影像之一，帶來了天文物理學的許多突破，例如準確地確定宇宙膨脹的速度。
詹姆斯·韋伯太空望遠鏡於2021年發射升空，是歐洲太空局，加拿大太空局和美國國家航空暨太空總署合作計劃，也是哈伯太空望遠鏡和史匹哲太空望遠鏡的後繼計畫。詹姆斯·韋伯太空望遠鏡旨在提供比哈伯太空望遠鏡更高的紅外分辨率和靈敏度，可探測僅為哈伯望遠鏡探測到的最微弱物體的亮度百分之一的天體。

## 觀測目標
最常被觀察到的天體往往是那些不需要用望遠鏡就能觀測的物體，例如月球、流星、行星、星座和恆星。
月球是非常常見的天體，業餘天文學家和天文愛好者經常觀測到它。月亮是夜空中最大且最亮的天體，在許多文化中一直具有重要意義。
流星也是常見的觀測對象。英仙座流星雨和獅子座流星雨等流星雨使得觀看流星變得更加容易，因為在相對較短的時間內可以看到大量的流星。
通常藉助望遠鏡或雙筒望遠鏡來觀察行星。金星是最容易在不借助任何儀器的情況下觀測到的行星，因為金星非常明亮，甚至在白天也能看到。無需使用望遠鏡或雙筒望遠鏡也可以看到火星、木星和土星。
星座和恆星也經常被觀測到，在過去曾被用於導航，尤其是海上的船隻。最容易辨認的星座之一是北斗七星，是大熊座的一部分。星座還可以幫助描述天空中其他物體的位置。